# IEEE Transactions on Electron Devices
IEEE Transactions on Electron Devices is een internationaal, aan collegiale toetsing onderworpen wetenschappelijk tijdschrift op het gebied van de natuurkunde. De naam wordt in literatuurverwijzingen meestal afgekort tot IEEE Trans. Electron Devices.
Het wordt uitgegeven door het Institute of Electrical and Electronics Engineers en verschijnt maandelijks.
Het eerste nummer verscheen in 1954.